# Сватання

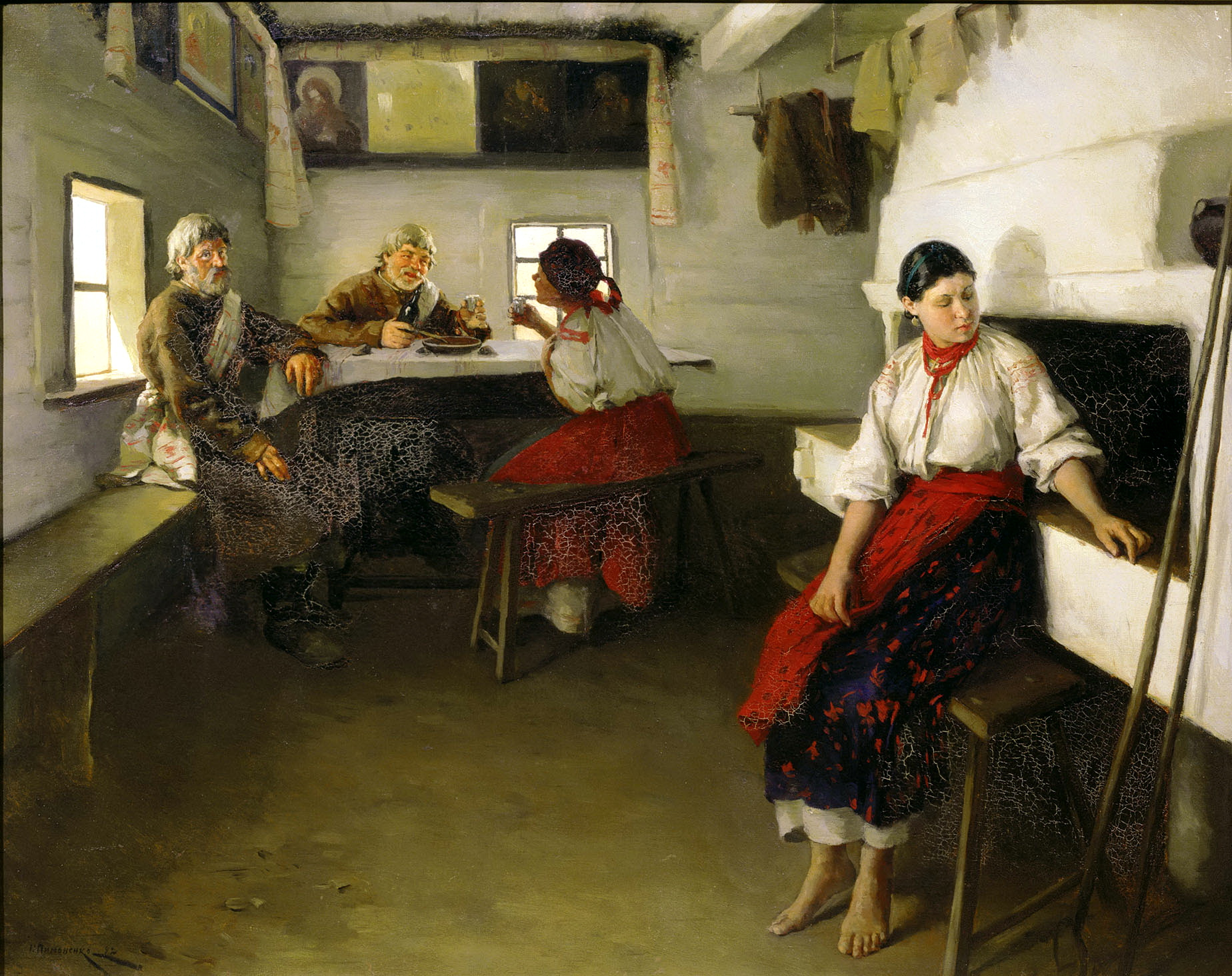
Свати. Микола Пимоненко (1882)

Сватання (сватанки, змовини, брання рушників, рушники, згодини) — одна з частин традиційного весілля, під час якої вирішується питання про шлюб, прохання згоди на шлюб за дорученням того, хто хоче одружитися, або його рідних. Особи, які просили згоди на шлюб, називались сватами чи старостами.

## У весільному обряді

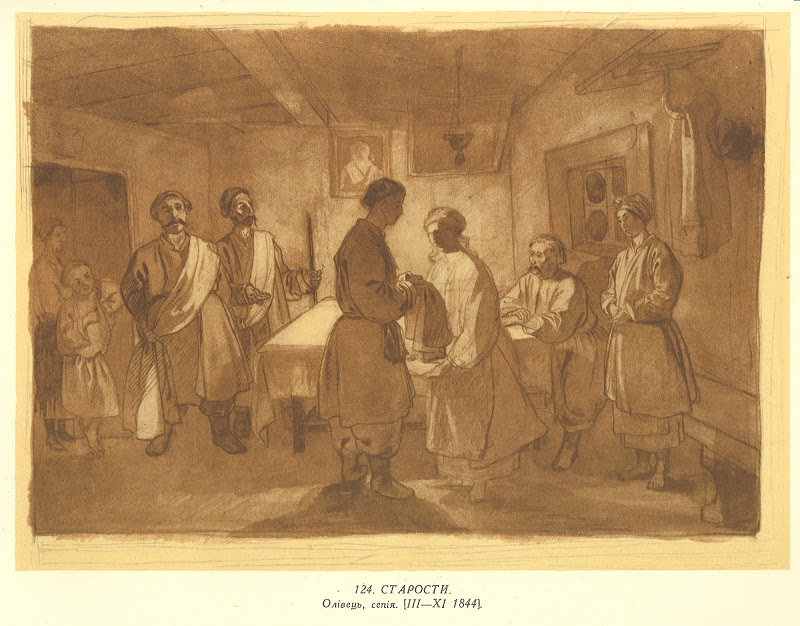
Старости. Т. Г. Шевченко (1844)

Сватання проходить у формі розмови старостів з батьками нареченої, обмін хлібом, перев'язування нареченої хустиною на знак згоди, а старостів — рушниками. Сватання відбувалося у вільний від польових робіт час. Сватати дівчину вирушали пізно ввечері, щоб у разі відмови зберегти сватання у таємниці. Зайшовши до хати з хлібом у руках і привітавшись, старости починали розмову про мисливців, які натрапили на слід куниці (олениці) — красної дівиці, чи купців, які дізнаються про товар, тощо. Потім кликали дівчину й прилюдно запитували її згоди на шлюб. Відповідь нареченої була обов'язковою та вирішальною. У випадку відмови принесений хліб старостам повертався і дівчина підносила гарбуза (іноді — макогона). Щоб уникнути такого сорому часом посилали «розвідника» — з метою вивідати наміри дівчини та її батьків. А якщо відповідь дівчини була ствердною, то сватів перев'язували рушниками або підносили їм на хлібі хустки чи рушники. Нареченого дівчина перев'язувала хусткою. Тоді обговорювали придане.
Якщо наречений не подобався батькам нареченої, йому вручали гарбуз. Образившись, свати могли закрити двері спиною, що було прокляттям, яке прирікало дівчину на незаміжнє життя. Однак якщо парубок подобався родичам дівчини, значить, сватання пройшло успішно, молодих оголошували нареченим і нареченою. Призначався день весілля і проходила вже обопільна рада.
За участю родичів майбутніх наречених і всіх присутніх у хаті родини молодої відбуваються заручини. Повторюються основні елементи сватання. Заручених святять хлібом. Староста зв'язує молодятам руки і веде їх до весільного посаду на почесному місці за столом.

## У мистецтві
Обряд сватання відображено на картині Т. Г. Шевченка «Старости», М. Пимоненка «Свати», «Сватання».
Також обряд зображено у повісті Григорія Квітки Основ'яненка "Маруся".